# Hugh Kenyon Molesworth Baron Kindersley of West Hoathly
Hugh Kenyon Molesworth Baron Kindersley of West Hoathly, britanski general, * 1899, † 1976.